# Madina Andrejewna Taimasowa
Madina Andrejewna Taimasowa (russisch Мадина Андреевна Таймазова; * 30. Juni 1999) ist eine russische Judoka. Sie war 2020 und 2021 Dritte der Europameisterschaften und 2021 ebenfalls Dritte bei den Olympischen Spielen. 2023 wurde sie Europameisterschaftszweite und 2024 Weltmeisterschaftsdritte.

## Karriere
Madina Taimasowa kämpft im Mittelgewicht, der Gewichtsklasse bis 70 Kilogramm. 2015 war sie Dritte der Kadettenweltmeisterschaften, im Jahr darauf siegte sie bei den Kadetteneuropameisterschaften. 2017 war sie Junioreneuropameisterin. 2018 gewann sie eine Bronzemedaille bei den U23-Europameisterschaften. 2019 war sie Zweite bei der Universiade in Neapel und bei den Juniorenweltmeisterschaften.
Nach der Zwangspause wegen der COVID-19-Pandemie erreichte Taimasowa bei den im November 2020 ausgetragenen Europameisterschaften in Prag das Viertelfinale und unterlag dann der Niederländerin Sanne van Dijke. Mit Siegen über die Portugiesin Joana Crisóstomo und die Italienerin Alice Bellandi erkämpfte Taimasowa eine Bronzemedaille. Beim World-Masters-Turnier in Doha belegte sie Anfang 2021 den zweiten Platz. Ebenfalls Zweite wurde sie beim Grand-Slam-Turnier in Tiflis. Im April 2021 bei den Europameisterschaften in Lissabon unterlag sie im Viertelfinale der Kroatin Lara Cvjetko. Mit Siegen über die Slowenin Anka Pogačnik und die Niederländerin Kim Polling erkämpfte Taimasowa wie im Vorjahr eine Bronzemedaille. Im Mai 2021 gewann Taimasowa das Grand-Slam-Turnier in Kasan. Dort besiegte sie im Halbfinale die Japanerin Chizuru Arai und im Finale die Deutsche Giovanna Scoccimarro. 
Bei den Olympischen Spielen 2020 kämpfte sie im Halbfinale gegen Chizuru Arai und verlor durch abgewürgt werden in der 13. Minute vom Golden Score. Den darauf folgenden Kampf um Bronze gegen Barbara Matić gewann sie mit einem Wazari.
2023 erreichte Taimasowa das Finale bei den Europameisterschaften in Montpellier und unterlag dann der Französin Marie-Ève Gahié. Ein halbes Jahr später bei den Weltmeisterschaften 2024 in Abu Dhabi verlor Taimasowa im Viertelfinale gegen die Belgierin Gabriella Willems, erkämpfte aber anschließend eine Bronzemedaille.